# Frederick, Duke of York and Albany

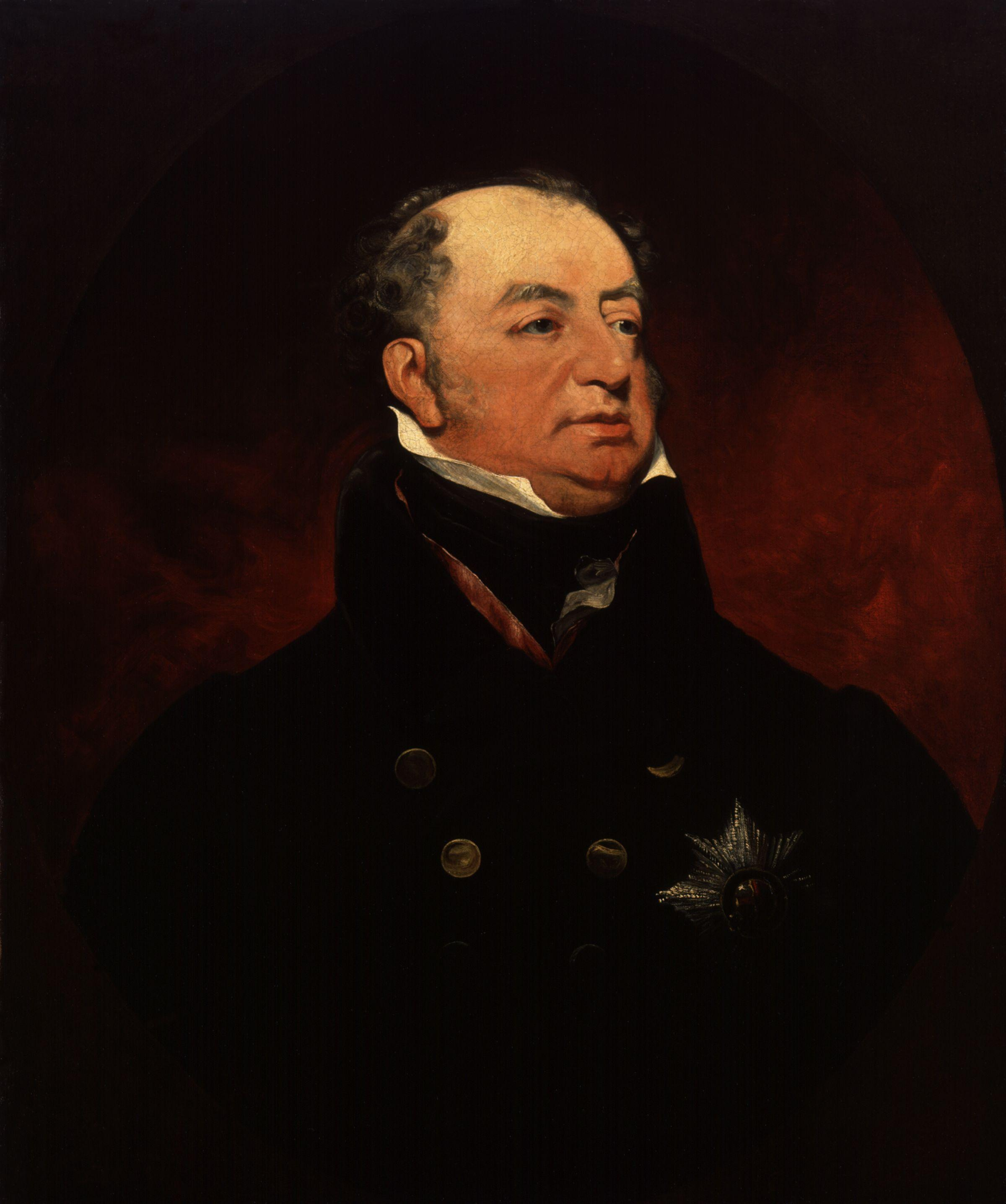
John Jackson: Frederick Augustus, Duke of York and Albany (1822)

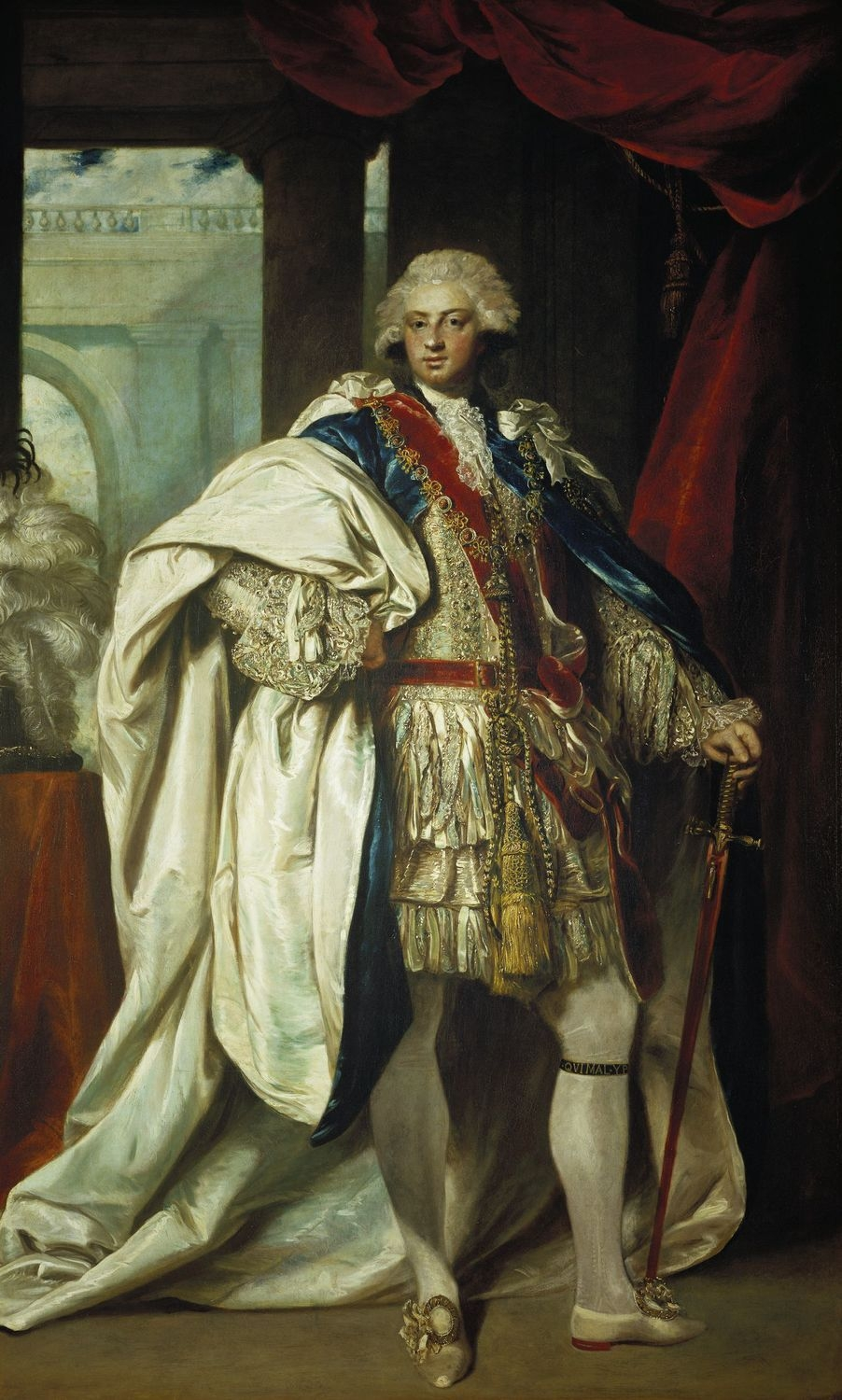
Joshua Reynolds: Frederick Augustus, Duke of York and Albany (1788)

Wappen des Frederick Augustus, Duke of York and Albany

Prince Frederick Augustus, Duke of York and Albany KG GCB GCH (deutsch Prinz Friedrich August, * 16. August 1763 in London; † 5. Januar 1827 ebenda) war ein britischer Prinz und Feldmarschall aus dem Haus Hannover. Er war zudem bis 1802 der letzte Fürstbischof des Hochstifts Osnabrück.

## Leben
Frederick Augustus war der zweite Sohn König Georgs III. von Großbritannien, Herzog und Kurfürst von Braunschweig-Lüneburg. Bereits als Säugling wurde er von seinem Vater zum Fürstbischof von Osnabrück bestimmt und vom Osnabrücker Domkapitel am 27. Februar 1764 gewählt. Das Hochstift Osnabrück wurde aufgrund der Bestimmungen (Instrumentum Pacis Osnabrugensis, Artikel XIII) des Westfälischen Friedens abwechselnd von einem katholischen Bischof und einem lutherischen erwählten Bischof aus dem Herzogtum Braunschweig-Lüneburg regiert. Frederick Augustus erwarb dadurch erhebliche Einkunftsrechte.
Sein Vater nahm ihn jeweils als Knight Companion am 30. Dezember 1767 in den Order of the Bath und am 19. Juni 1771 in den Hosenbandorden auf. 1780 begann er eine militärische Ausbildung und wurde in den Brevet-Rang eines Colonel des britischen Heeres erhoben. Von 1781 bis 1787 lebte er in Deutschland und nahm an Manövern der österreichischen und preußischen Armee teil. 1782 wurde er zum Major-General befördert und zum Colonel des 2nd Troop of Horse Grenadier Guards ernannt, sowie 1784 zum Lieutenant-General befördert und zum Colonel der Coldstream Guards ernannt. Am 27. November 1784 verlieh ihm sein Vater die britischen Adelstitel Duke of York and Albany und Earl of Ulster.
1791 heiratete er Prinzessin Friederike von Preußen, die älteste Tochter von König Friedrich Wilhelm II.
Anlässlich der Revolutionskriege wurde er 1793 zum General befördert und zum Befehlshaber der britisch-hannoverschen Armee in den Niederlanden ernannt. Nach der Einnahme von Valenciennes unternahm er die Belagerung von Dünkirchen, erlitt hier zwischen dem 6. und 8. September eine Niederlage und zog sich 1794 nach Niedersachsen zurück, wo sich die Reste des Heeres nach Großbritannien einschifften. Ungeachtet dieser Misserfolge, durch welche seine militärische Unfähigkeit als hinlänglich bewiesen erschien, beförderte ihn der König 1795 zum Field Marshal und ernannte ihn zum Oberbefehlshaber des britischen Heeres. 1799 mit der Leitung der britisch-russischen Expedition nach Holland betraut, wurde Frederick Augustus von Brune bei Bergen op Zoom am 19. September und bei Castricum am 6. Oktober geschlagen. Am 18. Oktober ergab er sich in der Kapitulation von Alkmar, in deren Folge sich die Verbündeten einschifften.
Am 29. Oktober 1802 legte er die Herrschaft als Bischof über das Hochstift Osnabrück nieder, welches bereits am 3. Juni 1802 von den Franzosen dem Kurfürstentum Braunschweig-Lüneburg und damit seinem Vater als erbliches Fürstentum zugesprochen worden war; der Reichsdeputationshauptschluss vom 25. Februar 1803 bestätigte dies.
1809 verwickelte ihn ein Zwist mit seiner Mätresse Mary Anne Clarke, die einen förmlichen Handel mit Offizierstellen trieb und einem Mitglied des House of Commons, Colonel Gwyllym Lloyd Wardle, Mitteilungen über die Heeresverwaltung machte, in einen Skandalprozess. Die eingeleitete Untersuchung endete zwar mit Fredericks Freispruch, doch war die öffentliche Meinung so entschieden gegen ihn, dass er am 20. März 1809 seinen Oberbefehl niederlegte.
Gleichwohl wurde er von seinem Bruder, dem Prinz-Regenten, schon im Mai 1811 wieder in die Stelle eines Feldmarschalls und Oberbefehlshabers des Heers eingesetzt. An den parlamentarischen Verhandlungen des Oberhauses nahm er nur als Gegner der Katholikenemanzipation Anteil. Kaiser Franz I. verlieh ihm im Juni 1814 für seine Verdienste im Kampf gegen Napoleon das Großkreuz des Maria-Theresien-Ordens und ernannte ihn zum österreichischen Feldmarschall.
Anlässlich der Reform des Order of the Bath wurde er am 2. Januar 1815 zum Knight Grand Cross dieses Ordens erhoben. Am 12. August 1815 wurde er zudem zum Großkreuzritter des Guelphen-Ordens ernannt.
Seit 1820 sein Vater gestorben und sein älterer Bruder Georg IV. gekrönt worden war, war er als Heir Presumptive britischer Thronfolger. Er starb jedoch kinderlos am 5. Januar 1827. Ihm ist in London im St. James’s Park ein Denkmal errichtet worden.

## Ahnentafel
| Ahnentafel Frederick Augustus, Duke of York and Albany | Ahnentafel Frederick Augustus, Duke of York and Albany                                    | Ahnentafel Frederick Augustus, Duke of York and Albany                                                         | Ahnentafel Frederick Augustus, Duke of York and Albany                                                                  | Ahnentafel Frederick Augustus, Duke of York and Albany                                                              | Ahnentafel Frederick Augustus, Duke of York and Albany                                                                  | Ahnentafel Frederick Augustus, Duke of York and Albany                                                                       | Ahnentafel Frederick Augustus, Duke of York and Albany                                                                 | Ahnentafel Frederick Augustus, Duke of York and Albany                                                                 |
| ------------------------------------------------------ | ----------------------------------------------------------------------------------------- | --- | --- | --- | --- | --- | --- | --- |
| Urur- groß- eltern                                     | König Georg I. (1660–1727) ⚭ 1682 Sophie Dorothea von Braunschweig-Lüneburg (1666–1726)   | Markgraf Johann Friedrich von Brandenburg-Ansbach (1654–1686) ⚭ 1681 Eleonore von Sachsen-Eisenach (1662–1696) | Herzog Friedrich I. von Sachsen-Gotha-Altenburg (1646–1691) ⚭ 1669 Magdalena Sibylle von Sachsen-Weißenfels (1648–1681) | Fürst Karl Wilhelm von Anhalt-Zerbst (1652–1718) ⚭ 1676 Sophia von Sachsen-Weißenfels (1654–1724)                   | Herzog Adolf Friedrich I. von Mecklenburg (1588–1658) ⚭ 1635 Marie Katharina von Braunschweig-Dannenberg (1616–1665)    | Fürst Christian Wilhelm von Schwarzburg-Sondershausen (1647–1721) ⚭ 1673 Antonie Sibylle von Barby und Mühlingen (1641–1684) | Herzog Ernst von Sachsen-Hildburghausen (1655–1715) ⚭ 1680 Sophia Henriette von Waldeck (1662–1702)                    | Graf Georg Ludwig I. von Erbach-Erbach (1643–1693) ⚭ 1664 Gräfin Amalia Katharina von Waldeck-Eisenberg (1640–1697)    |
| Ur- groß- eltern                                       | König Georg II. (1683–1760) ⚭ 1705 Caroline von Brandenburg-Ansbach (1683–1737)           | König Georg II. (1683–1760) ⚭ 1705 Caroline von Brandenburg-Ansbach (1683–1737)                                | Herzog Friedrich II. von Sachsen-Gotha-Altenburg (1676–1732) ⚭ 1696 Magdalena Augusta von Anhalt-Zerbst (1679–1740)     | Herzog Friedrich II. von Sachsen-Gotha-Altenburg (1676–1732) ⚭ 1696 Magdalena Augusta von Anhalt-Zerbst (1679–1740) | Herzog Adolf Friedrich II. von Mecklenburg-Strelitz (1658–1708) ⚭ 1705 Emilie von Schwarzburg-Sondershausen (1681–1751) | Herzog Adolf Friedrich II. von Mecklenburg-Strelitz (1658–1708) ⚭ 1705 Emilie von Schwarzburg-Sondershausen (1681–1751)      | Herzog Ernst Friedrich I. von Sachsen-Hildburghausen (1681–1724) ⚭ 1704 Sophia Albertine von Erbach-Erbach (1683–1742) | Herzog Ernst Friedrich I. von Sachsen-Hildburghausen (1681–1724) ⚭ 1704 Sophia Albertine von Erbach-Erbach (1683–1742) |
| Groß- eltern                                           | Prinz Friedrich Ludwig (1707–1751) ⚭ 1736 Augusta von Sachsen-Gotha-Altenburg (1719–1772) | Prinz Friedrich Ludwig (1707–1751) ⚭ 1736 Augusta von Sachsen-Gotha-Altenburg (1719–1772)                      | Prinz Friedrich Ludwig (1707–1751) ⚭ 1736 Augusta von Sachsen-Gotha-Altenburg (1719–1772)                               | Prinz Friedrich Ludwig (1707–1751) ⚭ 1736 Augusta von Sachsen-Gotha-Altenburg (1719–1772)                           | Herzog Karl zu Mecklenburg (1708–1752) ⚭ 1735 Elisabeth Albertine von Sachsen-Hildburghausen (1713–1761)                | Herzog Karl zu Mecklenburg (1708–1752) ⚭ 1735 Elisabeth Albertine von Sachsen-Hildburghausen (1713–1761)                     | Herzog Karl zu Mecklenburg (1708–1752) ⚭ 1735 Elisabeth Albertine von Sachsen-Hildburghausen (1713–1761)               | Herzog Karl zu Mecklenburg (1708–1752) ⚭ 1735 Elisabeth Albertine von Sachsen-Hildburghausen (1713–1761)               |
| Eltern                                                 | König Georg III. (1738–1820) ⚭ 1761 Sophie Charlotte von Mecklenburg-Strelitz (1744–1818) | König Georg III. (1738–1820) ⚭ 1761 Sophie Charlotte von Mecklenburg-Strelitz (1744–1818)                      | König Georg III. (1738–1820) ⚭ 1761 Sophie Charlotte von Mecklenburg-Strelitz (1744–1818)                               | König Georg III. (1738–1820) ⚭ 1761 Sophie Charlotte von Mecklenburg-Strelitz (1744–1818)                           | König Georg III. (1738–1820) ⚭ 1761 Sophie Charlotte von Mecklenburg-Strelitz (1744–1818)                               | König Georg III. (1738–1820) ⚭ 1761 Sophie Charlotte von Mecklenburg-Strelitz (1744–1818)                                    | König Georg III. (1738–1820) ⚭ 1761 Sophie Charlotte von Mecklenburg-Strelitz (1744–1818)                              | König Georg III. (1738–1820) ⚭ 1761 Sophie Charlotte von Mecklenburg-Strelitz (1744–1818)                              |
| Fredrick Augustus, Duke of York and Albany             |                                                                                           | | | | | | | |